# ユーレカ (カリフォルニア州)
ユーレカ（英: Eureka [ju(ː)əˈriːkə]、カタカナ表記についてはEurekaに示すように様々なものがある）は、アメリカ合衆国カリフォルニア州北部ハンボルト郡の都市であり同郡の郡庁所在地である。人口は2万6512人（2020年）。
ユーレカはハンボルト湾に隣接し、サンフランシスコの北430kmに位置している。カリフォルニア州北部海岸の政治、医療、交易および芸術の中心として機能する港湾都市である。世界最高の樹木であるコースト・レッドウッド（セコイア）の広大な保護区域やそれに関する多くの公園に近く、カリフォルニア州立公園システムの北海岸セコイア地区やシックスリバーズ国立の森の本部が市内にある。歴史的には西海岸製材業で果たした役割が大きく、オールドタウン歴史地区にあるカーソン邸宅を始め多くの重要なビクトリア様式建築物がある。

## 歴史
ユーレカが太平洋岸のハンボルト湾に位置し、豊富なセコイアの森に近いことは、19世紀に海港都市が誕生するために豊かな環境を提供した。150年以上前から鉱山師、林業者および漁師がカリフォルニア州北部海岸の原始荒野に足跡を残し始めた。その前の時代は既に少数集団のインディアンが住んでいた。

### インディアン
ヨーロッパ人がこの地域に到着する以前の数千年間にわたってワイヨット族インディアンが住んでいた。アルゴンキン語族に属するインディアンとしては最も南西に住む種族だった。その伝統的な海岸での拠点はマッド川下流からハンボルト湾までとイール川下流域に沿って南に拡がっていた。ワイヨット族はその籠細工と漁業管理で特に知られている。この地域の高度に発達した籠細工が広範に集められ、ユーレカ・オールドタウンのクラーク歴史博物館に収められている。

### ハンボルト湾
北カリフォルニア海岸のヨーロッパ人による探検は1579年には始まっていたが、その後300年近くの間、ハンボルト湾の場所を定義づけることができないでいた。このことは地形的な特徴に気象条件が加味されて、一見しただけでは狭い入口を見付けられなかったことに因っていた。1806年にロシアの探検家が視認した詳細文書があったにもかかわらず、ヨーロッパ人ははっきりと認識しておらず、1849年になって陸路ここを訪れた探検隊が、カリフォルニア州では2番目に大きな湾の正確な位置について信頼できる証言を残した。この発見のタイミングによって、1850年5月13日、ユニオン・アンド・メンドシーノ探検開発会社により海岸にユーレカの開拓地を設立することになった。

### ゴールドラッシュ時代
シエラネバダ山脈におけるカリフォルニア・ゴールドラッシュの二次的なものとして、金探鉱者が近くのトリニティ地域（トリニティ川、クラマス川およびサーモン川沿い）で金脈を発見した。鉱山師達はサクラメントからの山越えで大変なルートに変わる便利なルートを必要としたので、当時発見されたばかりだったハンボルト湾にスクーナーなどの船舶が来るようになった。ハンボルト湾は自然の水深が航行に適した海峡に隣接していることが理想的だったので、この湾にある主要都市としてユーレカの発展を保証していたが、1856年まではアーケータの町の方が内陸部金山に物資を運ぶ道に近かったのでユーレカよりも優位性を確保できた。「ユーレカ」とはギリシャ語で「私がそれを見付けた」という意味であり、このカリフォルニア・ゴールドラッシュの鉱山師にとって期待を持たせる含蓄のある言葉はカリフォルニア州の公式モットーにもなっている。

### ヨーロッパ人とインディアンの紛争
ハンボルト湾地域で事業を始めた最初のヨーロッパ人はワイヨット族インディアンと出逢った。初期の地域調査記録によれば、地元インディアンの暴力のために、調査のための上陸すらできないような状態だった。1850年以後、ヨーロッパ人は最終的にワイヨット族インディアンを征圧した。地域のインディアンの人口はヨーロッパ人が到着する以前に数百人程度だった。しかし、ほとんど全ての場合、ヨーロッパ人開拓者は彼等の土地を完全に取り上げたことに加え、先祖伝来の食料源に近付くこともできなくした。これはアメリカ合衆国政府や軍事担当者がインディアンを援助し、少なくとも平和を維持しようとしていたことに逆らっていた。1860年春には、土地の者達、主にユーレカの事業者がインディアン島でインディアンの虐殺を行った。この地方およびアメリカ合衆国全体でインディアン文化に対してヨーロッパ人開拓者が取った行動の年譜は、市の南端にあるハンボルト砦州立歴史博物館に展示されている。

### 製材業と発展する経済
ユーレカの町には1853年に最初の郵便局が開設され、この頃に森の外れまで格子状の街区が設定された。その森はサンフランシスコなどの建築に使われるために伐採され運び出された。探鉱師として到着した初期移民の多くは木樵でもあり、希望を抱いてやってきた鉱山師が鉱業で一旗揚げるのが難しいと認識したときに、林業の莫大な可能性が認められるようになった。町を設立してからわずか4年後の1854年、ハンボルト湾地域で市場に出す材木の製材所9か所のうち7か所がユーレカの町にあった。その1年後にはハンボルト湾では140隻のスクーナー船が活動し、太平洋岸にある他のブームタウンに材木を運んだ。製材業が急速に発展するとハンボルト湾近くの森林は枯渇していき、技術の発達によって数多い狭軌の鉄道が敷かれて、巨木をハンボルト湾沿いの製材所に運ぶようになった。

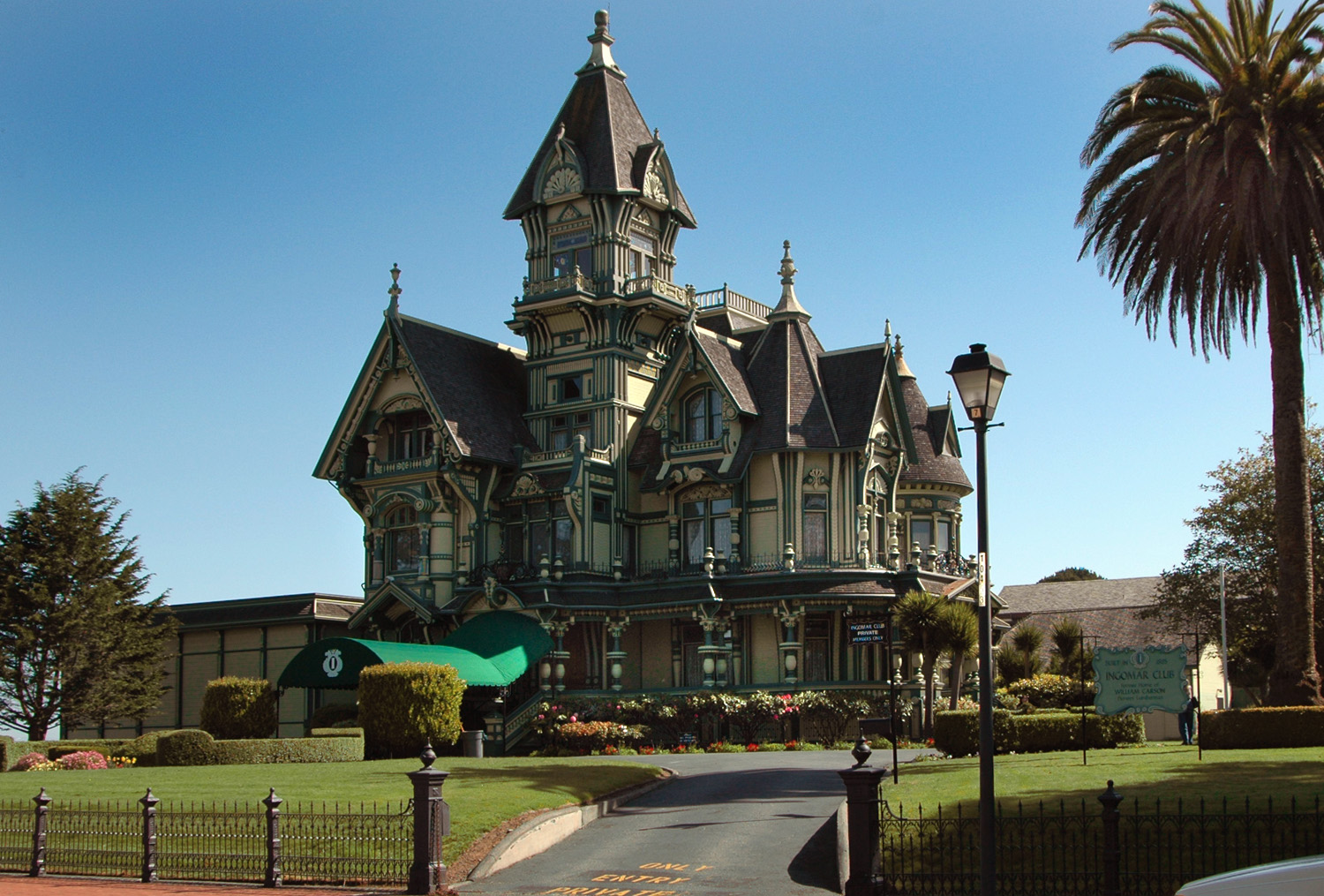
ユーレカのオールドタウンにあるカーソン邸宅、1886年建設

ユーレカの賑やかな商業地区や、水際に近いビクトリア様式建築物はこの時代の大きな繁栄を反映したものである。これらビクトリア様式建築物の多くが今日も残っており、その多くは全面改装されたが、幾つかは当時の優美さや華麗さを留めてきた。ユーレカ市内にある建築物や近くのアーケータとファーデールのビクトリア村にあるものを合わせて、国内全体で建設されたビクトリア様式建築の発展にかなりの重要性を果たした。2番通りとメインストリートの角にある豪勢なカーソン邸宅はおそらく、国内でも最も見応えがあるビクトリア様式建築である。この邸宅は1884年から1886年にかけて、著名な19世紀建築家ニューソム・アンド・ニューソムによって、製材業男爵のウィリアム・M・カーソンのために建てられた。このプロジェクトは製材業が低成長である時代に製材作業者や細工師を働かせておくために考案された。19世紀に繁栄した町の中心であるオールドタウンは、現在改修されて活発な芸術の中心になってきた。オールドタウン地区はアメリカ合衆国国家歴史登録財によって歴史地区に指定された。レッドウッドの存在に結びつけられたこの文化地区にはビクトリア様式建築の多くを含んでおり、家屋として使われて居なければ、宿泊所、レストランおよび小さな商店に転換されており、硝子器から薪ストーブまで、また地元で創られた多様な芸術作品まで手作りの木造家屋産業の姿を今も表現している。

### 漁業、海運業および造船業
ユーレカの町の基盤と生活は過去も現在も、ハンボルト湾、太平洋およびその関連作業、特に漁業に結びつけられる。1851年には既にイール川沿いでサケ漁業が始まり、それから7年後には毎年2,000樽の燻製魚と50,000ポンド (22,500 kg) のスモークサーモンが加工され、ハンボルト湾から出荷された。その加工場は主にユーレカの水際にあり、現在も残っている。1858年までにユーレカで建造された船舶の最初のものが進水し、その後何十年にもわたって続く造船業の始まりになった。ハンボルト湾はカキの養殖でも西海岸で最大であり、19世紀から商業ベースにのったものだった。ハンボルト湾は現代的な2つのマリーナに200隻以上の漁船の母港であり、市域内では少なくとも400隻の船を係留できる。

### 中国人の排斥
1800年代後半に中国からの移民が増加すると、白人開拓者や移民との間に摩擦が生じ、最終的に1882年中国人排斥法の成立に繋がった。経済不況から職の取り合いとなり、特に太平洋岸では白人が中国人移民に暴力を揮うようになった。1885年2月、ユーレカの市政委員デイビッド・ケンドールが2人の敵対的中国人ギャングに十字砲火を浴びて殺されたとき、市内で人種問題が勃発した。これを機会に600人のユーレカ市民が集まり、ユーレカの中華街に住む中国人480人全てを強制的に排除することになった。退去させられた中国人はその損害について法廷手段に訴えたが成功しなかった。アメリカ合衆国地区裁判所で争われた「ウィン・ヒン対ユーレカ市事件」では、中国人は土地を所有しておらず、その他の資産は無価値であると裁定された。当時の市民委員会は次のような非公式の命令を起草した。
中国人排斥の熱が高まったときに市の監獄を守った人の中に、後のカリフォルニア州知事ジェイムズ・ジレットがおり、彼自身が当時市民になったばかりだった。反中国人条例は1959年まで撤廃されなかった。

### クイーンシティ・オブ・ジ・アルティメット・ウエスト

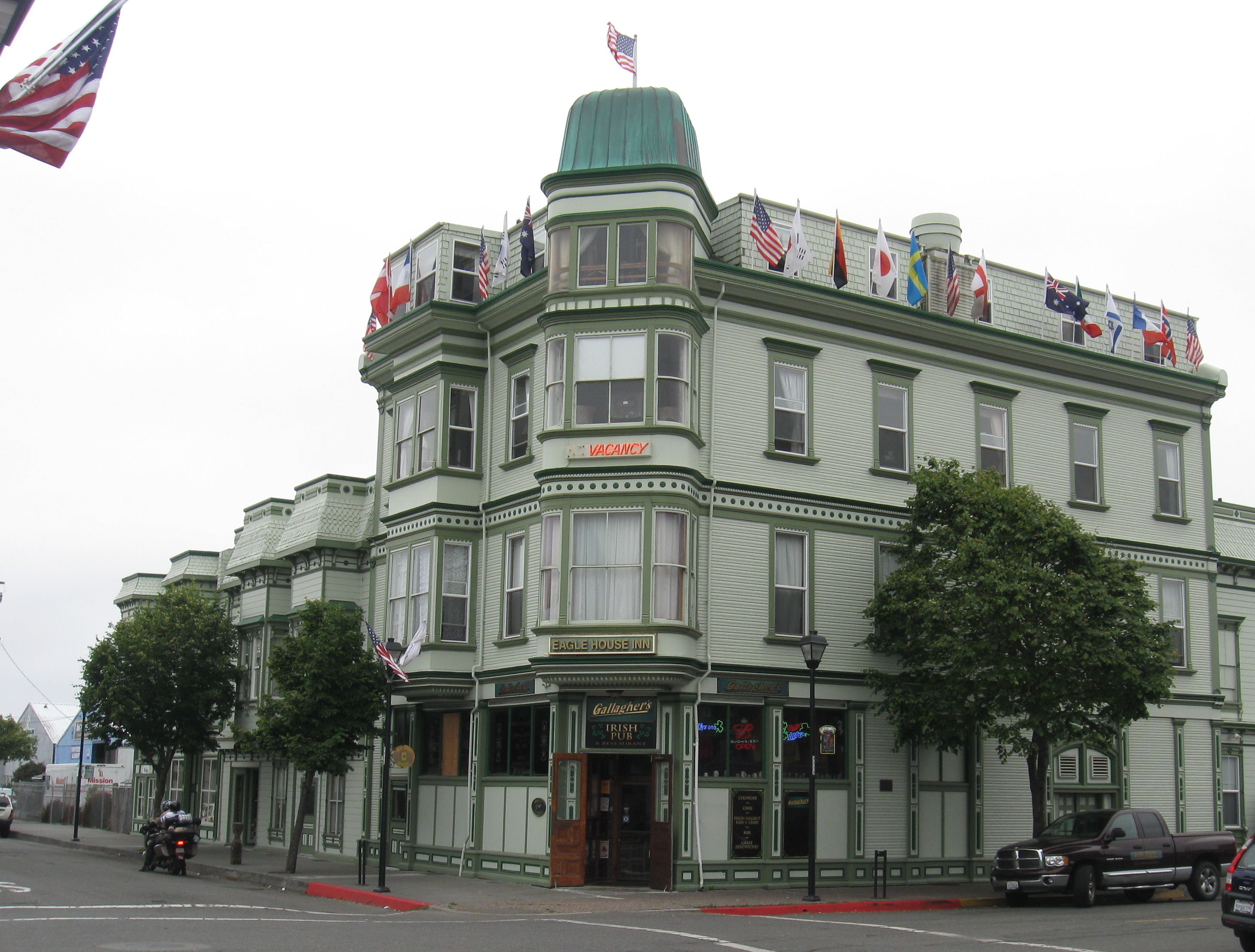
イーグルハウス・イン

1914年ノーザン・パシフィック鉄道が開通し、ユーレカとウィリッツを経由してサンフランシスコ湾北岸とが結ばれ、サンフランシスコまでの初の信頼できる陸上路が完成した。サンフランシスコからの旅客列車ができて、ユーレカの人口は10年間の内に7,300人から15,000人に脹れ上がった。1922年にはレッドウッド・ハイウェイ（アメリカ国道101号線）が完工し、サンフランシスコから初の自動車用陸路ができた。半世紀以上にわたって不快な荷馬車の旅行（冬季には数週間掛かることもあった）や、悪名高いハンボルト砂州を抜け、滅多に凪ぐことのない太平洋を通ってサンフランシスコに行く代わりに、「外界」への交通手段が劇的に変わった。この進歩を象徴するものはユーレカ・インの開設であり、サンフランシスコへの道路開通と時を同じくしている。この宿屋が旅人に提供した宿泊設備の品質と快適さは、当時もその後の時代も最高のものであり、記録に残されている。このホテルは最近再開され地域では3番目の規模の宿泊設備となっている。20世紀初期に拡大した市民の誇りから、ユーレカ市は公式ニックネームとして「崇高なる西海岸の女王」を採用した。観光産業はそれを支える宿泊設備と共に関連市場を生んだ。

### 第二次世界大戦後
1959年代以降製材業は太平洋岸北西部の漁業と共に徐々に衰退していった。過伐採と魚の取りすぎ、規制の増加およびかつて存在した広大な原生林、川および魚類の残りを保護するための公園地が創出されたことで、製材業の利益が出なくなり、ブルーカラー製材労働者と漁師の大量解雇が続き、1970年代には本格的になった。残され統合された製材作業が自動化され、国外の製材業と競合したことは、製材と関連する産業の雇用数を減じる速度を速めただけのことになった。この経済とその結果生じた社会変動から出てきた問題は多くのユーレカと北海岸住人の生活にとって重要だった。しかし、過去から見れば衰退したとは言え、この地方の漁業と製材業は地元と州の経済で大きな数字を保っていることも事実である。
ユーレカの地域ではユーレカ市が商業、医療および観光の中心のままである。

#### 2010年地震

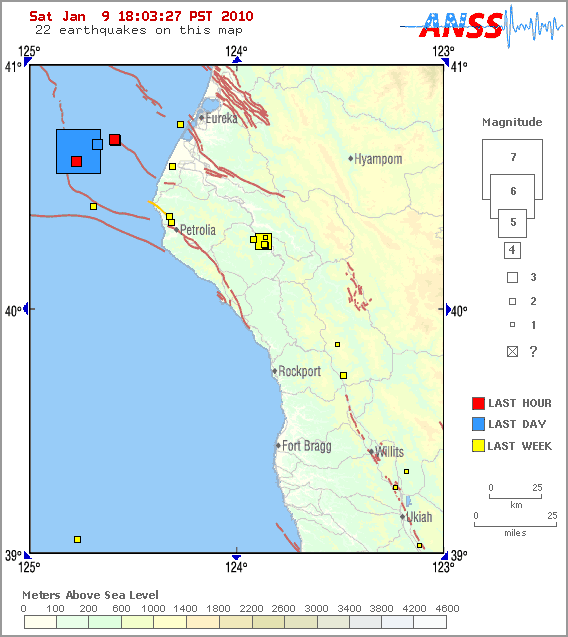
地域の生活地図に対する地震マップとチャート

2010年1月9日16時27分38秒（現地時間）、マグニチュード6.5の地震がユーレカの海岸沖33マイル (53 km) で発生した。この震動は、太平洋プレート、北アメリカプレートおよびフアン・デ・フカ・プレートという3つの構造プレートの相互作用に関連した沈み込み断層内で起こった。2秒後に縦震動が来た。すなわち、地面から垂直方向の衝撃があり、店舗の窓硝子を割り、家屋や店舗の棚を倒し、歴史的建造物の多くでは建築的詳細部を損なわせた。地域に暗闇が訪れると、地元の病院はほとんどが軽傷の者を治療しており、ユーレカ市の大半、アーケータ、ハンボルト州立大学、およびファーンデールのような遠隔の地域社会など広範囲で停電となった。多くの場所で天然ガスが漏れて心配されたが、火災は発生しなかった。この地震は、1992年4月25日から26日の18時間以上に掛けて、マグニチュード7.2、6.5、6.7の地震が連発し、建物や道路に被害を与えて以来のものだった。
2010年2月4日にも別の地震が発生した。アメリカ合衆国地質調査所の報告では、マグニチュード6.0、12時20分発生、震源はペトロリア北西35マイル (56 km) で、ユーレカ市からは西に50マイル (80 km) 近かった。震動は半径150マイル (240 km) 内で感知され、北のオレゴン州南部や南のソノマ郡でも感知された。

## 地理
ユーレカは北緯40度47分24秒 西経124度9分46秒 / 北緯40.79000度 西経124.16278度に位置する。アメリカ合衆国国勢調査局に拠れば、市域全面積は14.4平方マイル (37.4 km2)であり、このうち陸地は9.4平方マイル (24.5 km2)、水域は5.0平方マイル (12.9 km2)で水域率は34.60%である。
ユーレカはカリフォルニアのレッドウッド・エンパイアという他には無い自然資源に近いために、多少の距離はあるものの観念的にはその中にあると見られている。ここには太平洋、ハンボルト湾の景観の良い海岸および幾つかの川に加えて、レッドウッド国立公園と州立公園、ハンボルト・レッドウッド州立公園がある。アメリカ国道101号線の途中にあり、南のサンフランシスコへは283マイル (455 km) 、南東のサクラメントへは315マイル (507 km) である。アメリカ合衆国西海岸の海岸線で中間点に最も近い都市でもある。
ユーレカの港湾施設、ハンボルト湾港はサンフランシスコ湾とピュージェット湾の間では最大の保護され水深のある港である。
ユーレカは13マイル (19 km) ある湾の狭隘な地点にある3つの島のうち1つにあるマリーナの場所から始まり、北と南、特に東に拡がりながら少しずつ標高が上がっている。市内にはほとんど2階建てまでの木造建造物があり（5階以上は10棟もない）、東にある主にレッドウッドやダグラスファーが豊富な二次林の中まで少なくとも2マイル (3 km) は入っている。市内はほぼ東西南北に向いた伝統的な格子状の通り配置であるが、古い中心街や住宅地区の直ぐ東でさらに正確な東西南北を向いている。
1970年以降に開発された地区では、以前は完全に取り払われていた森、小渓谷、および谷とその水流が残っており、最近の建築は初期のビクトリア様式建築にあるような荘厳さに欠けているだけに、それらの地区に少なからぬ特徴を与えている。
公式の市境と周辺の小さな未編入領域との移行部は大半が不鮮明である。最近に開発された東部には広大な二次林に密接してゴルフコースのような他とは異なる開発地もある。市域はそこから丘陵、岩の多い山脈の山岳と移り、標高は短距離の間に2,000フィート (600 m) を超える。

### 気候
ユーレカの気候は夏が冷涼な地中海性気候（ケッペンの気候区分Csb）にあり、温暖で雨の多い冬と、冷涼で乾燥した夏が特徴である。年間平均気温は55°F (13℃) である。過去最高気温は1993年10月26日の87°F (31℃)、最低気温は1888年1月14日の20°F (−7℃) である。気温が氷点下になることもある。
この地域は一年中海岸性の霧の影響を受ける。平均年間降水量は38.1インチ (968 mm) である。計測可能な降水日は平均119日ある。最も降水量が多かったのは1983年の67.21インチ (1,707 mm)、最も少なかったのは1976年の21.71インチ (551 mm) だった。月間降水量が最も多かったのは2002年12月の6.79インチ (172 mm) だった。海岸部での降雪は大変希であり、平均して0.4インチ (10 mm) に過ぎないが、中央値は0であり、ほとんどの年は計測可能な降雪が無いことを示している。しかし、1989年2月4日に、2インチ (51 mm) の降雪があり、その月は他にも降雪日があって、月間では3.5インチ (89 mm) に達した。
| ユーレカの気候                                                                          | ユーレカの気候 | ユーレカの気候 | ユーレカの気候 | ユーレカの気候 | ユーレカの気候 | ユーレカの気候 | ユーレカの気候 | ユーレカの気候 | ユーレカの気候 | ユーレカの気候 | ユーレカの気候 | ユーレカの気候 | ユーレカの気候 |
| 月                                                                                      | 1月            | 2月            | 3月            | 4月            | 5月            | 6月            | 7月            | 8月            | 9月            | 10月           | 11月           | 12月           | 年             |
| --------------------------------------------------------------------------------------- | -------------- | -------------- | -------------- | -------------- | -------------- | -------------- | -------------- | -------------- | -------------- | -------------- | -------------- | -------------- | -------------- |
| 平均最高気温 °C （°F）                                                                  | 12.8 (55.0)    | 13.3 (55.9)    | 13.4 (56.1)    | 14.1 (57.4)    | 15.3 (59.6)    | 16.6 (61.8)    | 17.4 (63.3)    | 17.7 (63.9)    | 17.6 (63.6)    | 16.3 (61.3)    | 14.4 (58.0)    | 12.8 (55.1)    | 15.2 (59.3)    |
| 平均最低気温 °C （°F）                                                                  | 4.9 (40.8)     | 5.4 (41.8)     | 5.7 (42.2)     | 6.7 (44.0)     | 8.7 (47.6)     | 10.4 (50.7)    | 11.6 (52.8)    | 11.9 (53.4)    | 10.7 (51.2)    | 8.7 (47.7)     | 6.6 (43.9)     | 4.8 (40.6)     | 8 (46.4)       |
| 降水量 mm （inch）                                                                      | 151.6 (5.97)   | 140 (5.51)     | 141 (5.55)     | 73.9 (2.91)    | 41.1 (1.62)    | 16.5 (.65)     | 4.1 (.16)      | 9.7 (.38)      | 21.8 (.86)     | 59.9 (2.36)    | 146.8 (5.78)   | 161.3 (6.35)   | 967.7 (38.10)  |
| 出典：The Weather Channel (records) , NOAA (normals, 1971-2000),, HKO (sun) August 2010 |                |                |                |                |                |                |                |                |                |                |                |                |                |

## 人口動態
以下は2000年の国勢調査による人口統計データである。
| 基礎データ - 人口: 26,128人 - 世帯数: 10,957世帯 - 家族数: 5,883家族 - 人口密度: 1,067.5人/km2（2,764.5人/mi2） - 住居数: 11,637軒 - 住居密度: 475.5軒/km2（1,231.3軒/mi2） 人種別人口構成 - 白人: 82.5% - アフリカン・アメリカン: 1.6% - ネイティブ・アメリカン: 4.2% - アジア人: 3.6% - 太平洋諸島系: 0.3% - その他の人種: 2.7% - 混血: 5.1% - ヒスパニック・ラテン系: 7.8% 年齢別人口構成 - 18歳未満: 22.4% - 18-24歳:11.6% - 25-44歳: 28.9% - 45-64歳: 23.5% - 65歳以上: 13.7% - 年齢の中央値: 37歳 - 性比（女性100人あたり男性の人口） - 総人口: 98.1 - 18歳以上: 95.7 | 世帯と家族（対世帯数） - 18歳未満の子供がいる: 25.8% - 結婚・同居している夫婦: 34.8% - 未婚・離婚・死別女性が世帯主: 14.0% - 非家族世帯: 46.3% - 単身世帯: 35.3% - 65歳以上の老人1人暮らし: 11.8% - 平均構成人数 - 世帯: 2.26人 - 家族: 2.93人 収入と家計（2007年推計） - 収入の中央値 - 世帯: 25,849米ドル - 家族: 33,438米ドル - 性別 - 男性: 28,706米ドル - 女性: 22,038 米ドル - 人口1人あたり収入: 16,174米ドル - 貧困線以下 - 対人口: 23.7% - 対家族数: 15.8% - 18歳未満: 29.6% - 65歳以上: 11.1% |

ユーレカの地域圏では人口4万人以上となり、この地域にはベイビュー、カッテン、マートルタウン、ハンボルトヒルおよびパインヒルの地区が含まれている。この地域はサンフランシスコからポートランドまでの太平洋岸では最大の都市域となっている。
ユーレカ市はユーレカ・アーケータ・フォーチュナ都市圏の主要都市である。

## 経済
市の経済基盤は元々製材と漁業であり、内陸の金山に物資を供給していた。金の探鉱は初期に急速に衰退し、製材と漁業も特に20世紀後半に衰退した。今日の主要産業は観光業、付加価値のある製材業、および医療とサービス業である。主な雇用主としてはレッドウッズ・カレッジ、ハンボルト郡、およびハンボルト郡教育部であり、政府がらみである。市内のセントジョセフ病院が民間では最大の雇用主である。
2000年国勢調査では、16歳以上被雇用人口20,671人のうち、3.7%が農業、林業、漁業および狩猟業に従事している。この比率は特に漁業では自営の者がいるので実際の数字を反映してはいない。24.9%は教育、医療および社会サービスで働いている。18.4%は政府に雇われているが、自営業も11.2%いる。失業率は5.5%であり、全国平均の5.7%よりは低い。16歳以上の人口のうち、42.7%は労働者ではなく、残り57.3%が雇用されている。1999年の世帯当たり収入中央値は25,849ドル、一人当たりでは16,174ドルとなっている。1999年に貧窮線以下の人口は23.7%だった。2000年にあった住宅11.637戸のうち、94.2%は利用され、5.8%が空き屋だった。利用されている住宅のうち、46.5%は持ち家であり、53.5%が借家だった。

## 政治

### 市政府
ユーレカ市は市長・市政委員会方式を採用している。主要な権限は市政委員会にあり、委員は市内の5選挙区からそれぞれ選ばれた者である。市長は指名権があり、儀式での代表となるが、市政委員会の宰領、要人との会見、およびおそらくは地域で最も重要な公的地位という役割もある。公的な市政についてはシティマネジャーが行う。ユーレカ市政委員会は毎月第1および第3火曜日の夕方5時半からクローズドで、6時半からオープンで会合を行っている。全ての市政委員会で傍聴者の発言が認められている。委員会はユーレカ市役所2階の会議室で行われる。

### 州と連邦議会
カリフォルニア州議会では、上院の第2および下院の第1選挙区に属している。連邦議会下院ではカリフォルニア州第1選挙区に属している。2010年時点ですべて民主党議員が務めている。

## インフラ

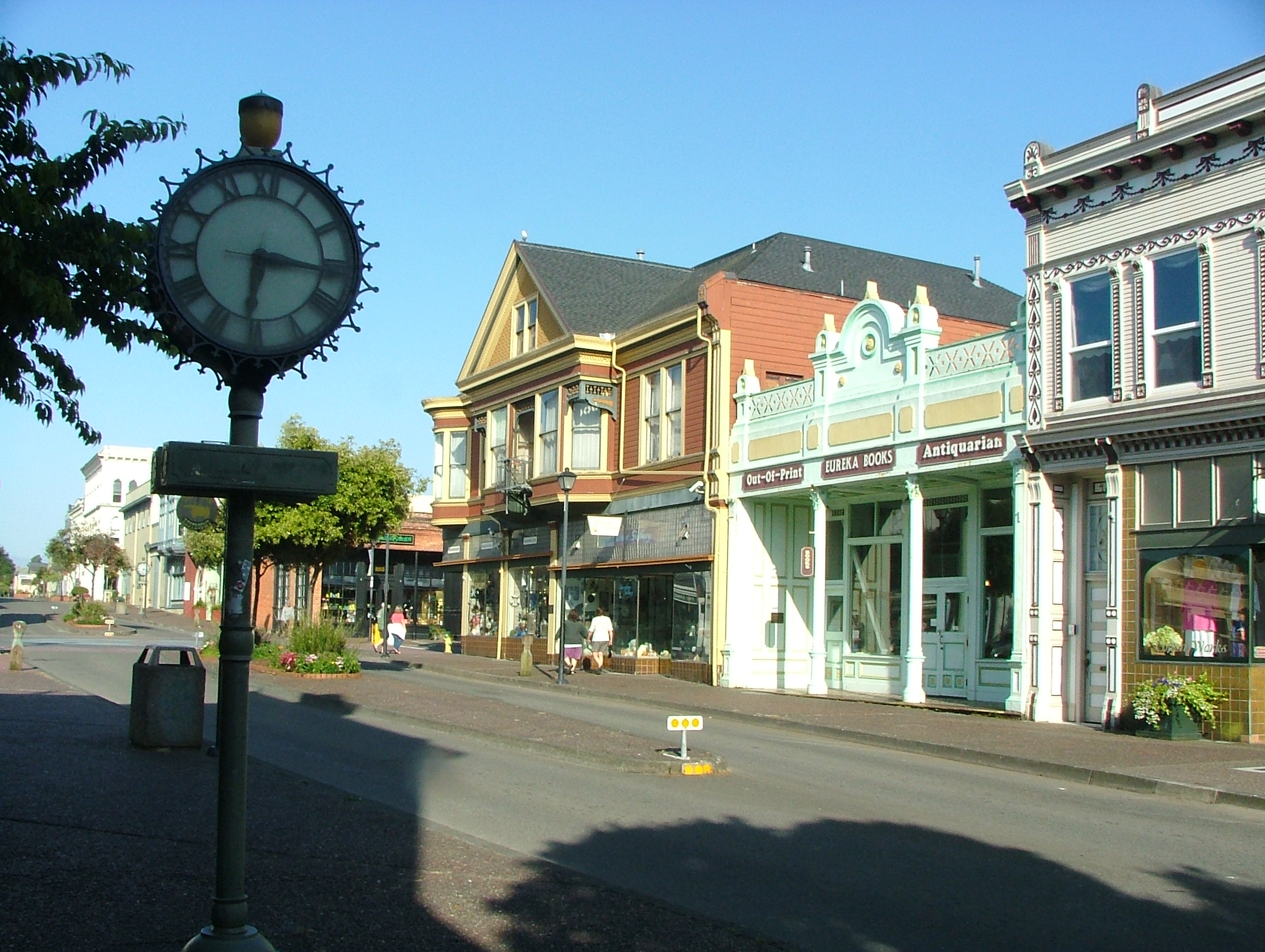
ユーレカ市内オールドタウンの通り

### 交通

#### 道路
アメリカ国道101号線が市内を南北に貫いている。この道路の市内部分は信号機で速度を落とされている。中心街は歩行者に優しい街区と考えられている。カリフォルニア州道299号線（元アメリカ国道299号線）が隣のアーケータ市北端近くでアメリカ国道101号線に接続している。州道299号線はここを始点として東に伸びており、州東部に行くときの幹線となっている。

#### 航空
ユーレカの北15マイル (24 km)、マッキンレービルにはアーケータ・ユーレカ空港がある。民間利用とチャーター便のための一般用途空港のマレー空港はユーレカ市内北端にあり、ハンボルト湾に隣接している。10マイル (16 km) 南東にはニーレンド空港がある。これも一般用途空港であり、標高 2,737 フィート (834.2 m) にあって、海岸に近い地域に起こる海洋性層雲を避けたいときの選択肢になっている。

#### 水路
ハンボルト湾港レクリエーション・保護地区がその水深のある港を含め、ハンボルト湾と周辺環境の資源を管理している。港は市の直ぐ西にあり、湾の向こうにはサモアの地域社会がある。大型船のための高水深海峡ドックに加えて、幾つかの近代的小型船用マリーナが私的用途に使うことができ、400隻以上の船を係留できる。

#### 公共交通
市内の公共バス輸送はユーレカ交通サービスが運行している。レッドウッド交通システムはユーレカ市内と市外の町や場所を繋ぐバス便を運行しており、教育機関とも結んでいる。オンデマンド・サービスも申し込みにより可能である。
アムトラックがユーレカの無人バス停から高速バスを運行している。このバスは州海岸部北端の旅客駅であるマーティネズやオレゴン州南部と連絡している。
グレイハウンドがサンフランシスコからユーレカまでのバス便を運行している。オンラインでは購入できない切符でも、アーケータにあるバス停で購入できる。ユーレカからサンフランシスコ行きのバスは運行されていない。毎日1便サンフランシスコからユーレカ行きはあるが、南行きは北のアーケータあるいは南のリオデルから乗車しなければならない。

### 公共事業
- 電力と天然ガス：パシフィック・ガス・電力会社が供給している。天然ガスの貯蔵所は市の南部にある。これらのガスやその他の燃料がハンボルト湾発電所に供給されている。ここには現在使われておらず、一部は解体された原子力発電プラントもある。コージェネ発電プラントは新しい装置に置き換えられる予定であり、現行能力130MWを上回ることになる[26]。
- 上水：ハンボルト湾市営上水地区が供給する地区としてはユーレカ市が最大である。気候の変化があったとしても上水を潤沢に供給できてきたことでは、カリフォルニア州でも数少ない地域である。近年林業生産高が減ってきたことによって工業用水も過剰にある[27]。

### 医療
ユーレカは地域医療の中心である。総合病院として地域最大のセントジョセフ病院がある。この病院はシスターズ・オブ・セントジョセフ・オブ・オレンジが運営しており、1920年に開院した。この施設は2008年にその拡張計画の第2段階に入った。さらにリハビリテーション病院もあり、生活施設、高等看護施設および外科センターが支援している。州北部海岸で利用できる診療科医師の大半はユーレカとその近辺におり、地域では唯一の腫瘍学や透析療法医院もある。

## 教育
高等教育機関としては、ユーレカ都市圏南端にあるレッドウッズ・カレッジ、8マイル (13 km) 北のアーケータにあるハンボルト州立大学がある。レッドウッズ・カレッジが最近、市の南270エーカー (1.08 km²) の主キャンパスを補うために市内中心街にサテライトキャンパスを開設した。一方ハンボルト州立大学は2005年にキャンパスをユーレカ市内に移転する案を公表した。この計画の最初のものとして、2007年春に450万ドルをかけてオールドタウンのハンボルト湾沿いに水性生物研究施設を開設した。その他同じくハンボルト湾沿いに河口性動物研究センターを建設する予定である。この施設は大学の浮かぶ教室であるコーラルシーに隣接することになる。これらの施設は20マイル北のトリニダードにある現有施設よりも規模が大きくなる。
地域最大の教育学区であるユーレカ市教育学区が市内の公立学校を管轄している。ユーレカ高校は全市から生徒を受け入れ、近くの未編入地域からも受け入れている。小学校は4校、中学校は1校、高校が3校あり、他に成人学校と子供教育センターがある。
ハンボルト郡教育部が市内にあるグレン・ポール・センターを管理しており、発達障害のある子供達の教育に特化している。

## ショッピング
北部海岸で主要なショッピング施設は、ユーレカの国道101号線に近いベイショア・モールである。コールズやシアーズを核テナントとして70以上の店舗が集まっている。この他ヘンダーソン・センター、ユーレカ・モールおよびダウンタウン・アンド・オールドタウン・ユーレカがある。

## 芸術と文化
ユーレカ自体がカリフォルニア州の歴史史跡である。カリフォルニア州歴史標識第477号がオールドタウンにあり、当初のビクトリア様式建築商業地区として国内でも保存状態の良い場所の一つである。ジョン・ビラーニの著作『アメリカの小さな芸術町ベスト100』では第1位に推奨された。毎月ある文化と芸術の行事「アーツ、アライブ」は地域最大の行事である。毎月第1土曜日に80以上の事業所と画廊が公開されている。地元の料理や飲料と共に地域のバンドなど様々な分野の生公演がある。
北海岸レパートリー劇団やユーレカ劇団など幾つかの劇団が一年中公演を行っている。レッドウッド・エーカーズ・フェアグラウンドでは年中様々な行事が行われている。芸術組織としては、ハンボルト州立大学一番街ギャラリー、ハンボルト芸術委員会とモリス・グレイブス美術館、レッドウッド芸術協会、ジ・インク・ピープル、およびユーレカ芸術文化委員会がある。地域の主要中心として、宿泊設備、レストランおよびショッピング地域があり、特に19世紀オールドタウン商業地区には多くの専門店や地域唯一の大型ショッピングセンターがある。

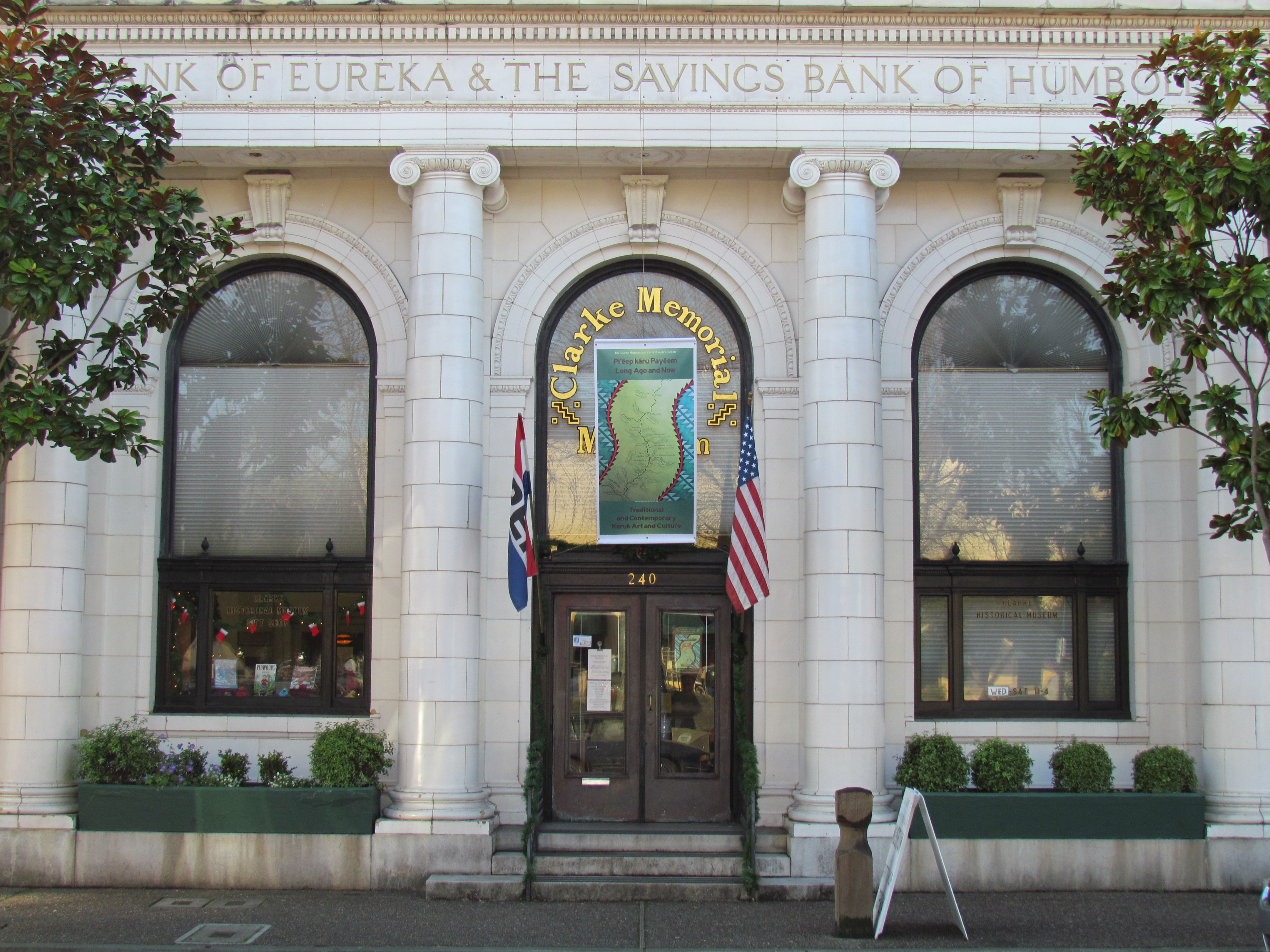
クラーク歴史博物館

### 定例行事
- レッドウッド海岸ジャズフェスティバル - 3月開催
- ロードデンドロン・フェスティバル - 4月開催
- 動く彫刻競技会 - 5月開催
- レッドウッド・エーカーズ・フェア・アンド・ロデオ - 6月開催
- 建国記念祭 - 7月開催
- レッドウッズ・カレッジ・ウッドフェア - 7月開催
- オーガニック・プラネット・フェスティバル - 8月開催
- ブルース・バイ・ザ・ベイ - 9月開催
- チキン・ウィングフェスト - 9月開催
- オイスターズ・アンド・エール - 9月開催
- クラフトマンズデイズ - 11月開催
- マッシュルーム・フェア - 11月開催
- クリスマス・トラッカーズ・パレード - 12月開催

### 博物館と画廊
博物館としては、クラーク歴史博物館、サモアにあるハンボルト湾海洋博物館、モリス・グレイブス美術館、ハンボルト州立大学一番街ギャラリー、子供のための発見博物館およびブルー・オックス・ミルがある。150年間にわたる製材道具やその他文化的な財産がハンボルト砦州立歴史公園の博物館周辺に集められている。

### 建築

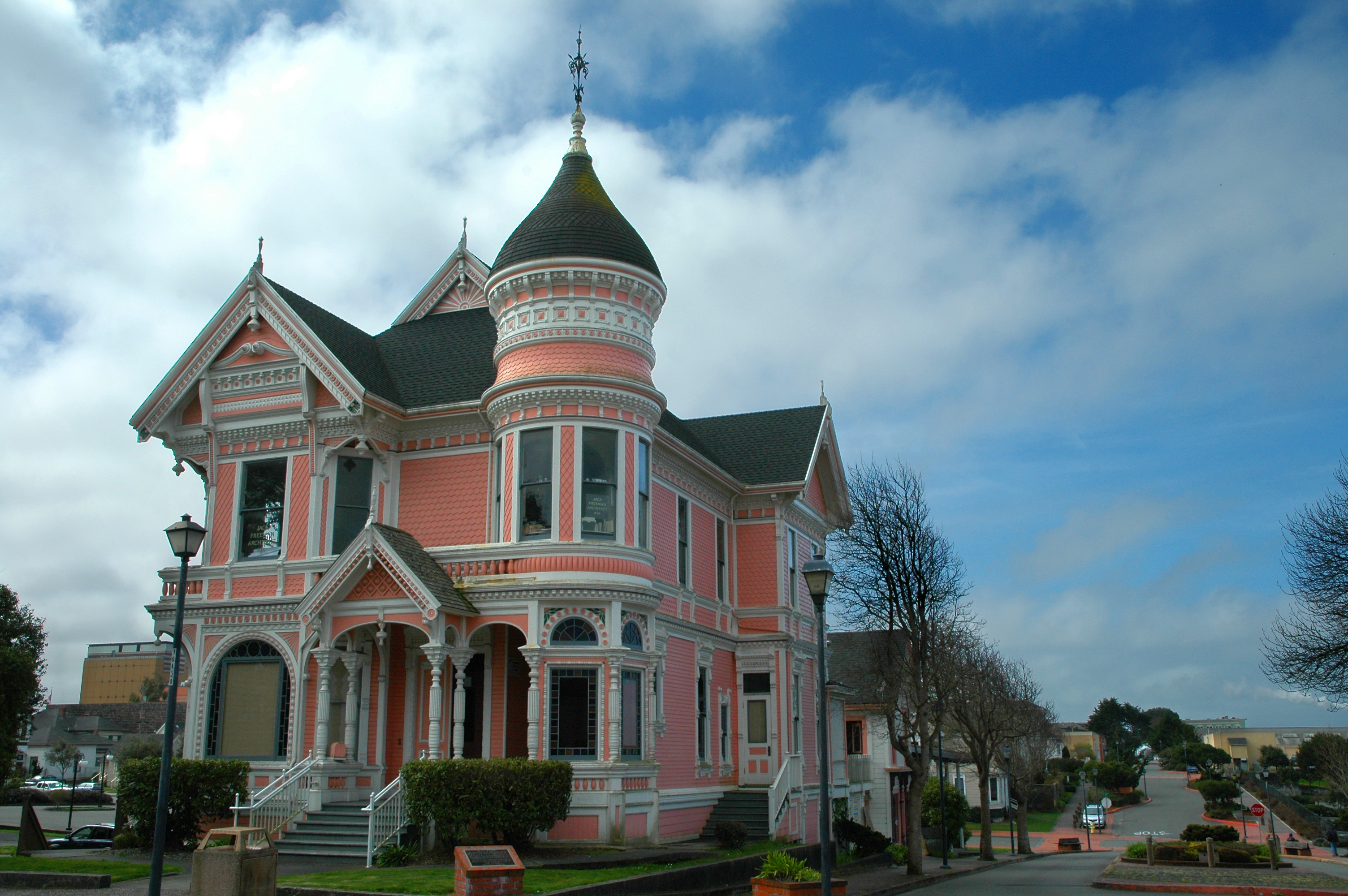
ミルトン・カーソン邸宅（別名ピンクレディ）、アン女王式ビクトリア様式建築、1889年完工、通り向かいにあるカーソン邸宅の所有者ウィリアム・カーソンの長男に対する結婚祝いだった

ユーレカは州の北端に孤立し、20世紀後半は経済状態が良くなかったために、他の都市で起こったような戦後の再開発や都市更新が起こらなかった。その結果、19世紀や20世紀初期の豊富な建築物や歴史地区が残されている。サンタバーバラの建築史教授デイビッド・ゲブハードは、ユーレカを西海岸のウィリアムズバーグだとし、コロニアル復古調、イーストレイク調、ギリシャ復古調、イタリア調、アン女王調およびスティック調の華美な例を含め、ビクトリア様式建築家屋や公共建築物を保存していると述べた。これらの様式は最も有名でおそらく最も華美なビクトリア様式家屋であるカーソン邸宅で表現されている。この邸宅を建設したニューサム・アンド・ニューサムが再度建設したのが、邸宅からわずか2ブロック離れただけのカーター・ハウス・インである。この壮大なアン女王調建築は、当初のものが1906年サンフランシスコ地震の後の大火で失われた。設計図が見付けられて建て替えられたものが今日あるものであり、それが「新しい」ものであると告げられるまで誰も気付かないほど、過去のビクトリア様式建築を再現する能力があった証明となっている。ユーレカにあるブルー・オックス・ミルワークスの所有者など地元技能者が、過ぎ去った時代から建築の方法と秘密を復活させたものであり、地元の改修やホワイトハウスなど他地域での計画でも需要がある。
市内にある建築物の約16%は歴史的建築物である。13の地区がアメリカ合衆国国家歴史登録財の判定基準に合致しているとされた。その中でも2番通り地区（10棟）、15番通り地区（13棟）およびO通り地区（43棟）が著名である。人気があり保存状態の良いヒルスデール通りには歴史的興味のある17の建物がある。全体で1,500程の建物が国家登録の価値があると認められてきた。1973年に設立された地元建築保存団体であるユーレカ歴史遺産協会がユーレカのビクトリア様式建築の多くを保護し保存する運動を進めている。

## 公園とレクリエーション
セコイアパーク動物園は成熟したレッドウッドの二次林、広さ50エーカー (0.2 km²) 以上の地にあり、ユーレカ最大の公開遊技場やアヒル池がある他、細心の注意が払われている庭園があり、地域に多くの種類があるシャクナゲが植えられている。その他ユーレカに近い公園としては、ハンボルト植物園とハンボルト湾国立野生生物保護区がある。市の水際には近代的板張り遊歩道があり、400隻以上の船を係留できる大型マリーナ2か所がある。

## メディア
ユーレカの150年の歴史の中で異なる時代に2つの日刊紙が発行されたが、現在はコロラド州に本拠を置くメディアニューズ・グループが所有する「タイムズ・スタンダード」紙だけが残っている。購読数は2万部近い。この新聞は地元のニュースに加え、州、全国および世界と協定した記事を掲載している。2003年に創刊した「ユーレカ・レポーター」は2006年に日刊になった。2007年末時点では週5回発行されていたが、2008年11月に廃刊となった。その論説部分は「タイムズ・スタンダード」紙の論説に吸収された。
メディア・ニューズ・グループは週刊の広告誌「トリシティ・ウィークリー」も所有している。ユーレカの記事を掲載する近辺で発行されているものとして、アーケータを基盤とする無料週刊紙「ノースコースト・ジャーナル」、ハンボルト州立大学の学生新聞「ランバージャック」、さらに特徴ある週刊紙「ジ・アーケータ・アイ」がある。市内でも他にも地元教会の連合が発行するキリスト教系週刊紙「エメラルドコースト・ヘラルド」など週刊紙が幾つかある。
インターネットでは170以上のハンボルト郡とユーレカのブログがあり、それぞれ様々な意見、話題、見解を掲載している。
ユーレカに本拠を置くハンボルト郡の商業ラジオ局としてはFM3局、AM1局がある。近くのファーンデールに本拠を置くロストコースト・コミュニケーションズが幾つかのラジオ局を運営している。
郡内にはテレビ局が2局有り、チコやレディングのテレビ局からも視聴できる。

## 著名な出身者と住人
- サラ・バレリス、ミュージシャン
- ロイド・ブリッジス、俳優
- デイビッド・コブ、2004年の大統領候補者、弁舌家
- アレクサンダー・コックバーン、ジャーナリスト、コラムニスト
- ロレバー・ダン、ミュージシャン
- ブレンダン・フレイザー、俳優
- ジェイムズ・ジレット、カリフォルニア州知事（1907年-1911年）
- エル・ヘフェ（本名アーロン・アベイタ）、ミュージシャン
- セス・キンマン、ハンボルト砦の開拓者、ハンター
- レイ・マウアルガ、アメリカンフットボール選手
- マイク・パットン、ミュージシャン
- モーリス・ピュリファイ、アメリカンフットボール選手
- ネイサン・クォーリー、総合格闘家
- トレイ・スプルアンス、ミュージシャン
- ネッド・ヨスト、プロ野球選手、監督

## 姉妹都市
- 日本、茨城県、神栖市
- ニュージーランド、ネルソン